# Motorsport i Bulgarien
Bulgarien är ett land där motorsport aldrig varit särskilt populärt, även om man under kommunistregimen hade vissa förare som tävlade i roadracing.

## Verksamhet
Vissa bulgariska roadracingförare tävlade med framgångar i de mindre klasserna av Grand Prix-VM under 1980-talet, varav Bogdan Nikolov är den mest kända. Under 2000-talets första decennium kom Vladimir Arabadzhiev fram som en talangfull förare i International Formula Master. De har även Plamen Kralev, som också är motorsportambassadör i landet.